# Madelyn Cole
Madelyn Cole (* 31. Dezember 1997 in Dallas) ist eine US-amerikanische Volleyballspielerin.

## Karriere
Cole spielte an der Grapevine Faith Christian High School zunächst neben Volleyball auch Basketball. Dann wechselte sie zur Plano Senior High School. 2016 begann sie zunächst ein Studium an der Marshall University. Sie studierte anschließend aber an der Creighton University und spielte dort in der Universitätsmannschaft. 2020 wurde die Zuspielerin vom deutschen Bundesligisten Schwarz-Weiss Erfurt verpflichtet.